# (10187) 1996 JV
A (10187) 1996 JV a Naprendszer kisbolygóövében található aszteroida. Timothy B. Spahr fedezte fel 1996. május 12-én.

## Kapcsolódó szócikk
- Kisbolygók listája (10001–10500)